# WINDING ROAD (絢香×可苦可樂單曲)
《WINDING ROAD》，絢香×可苦可樂的第1張單曲。2007年2月28日發行。

## 簡介
2007年2月28日由日本華納音樂發行CD單曲。
同屬唱片公司日本華納音樂的二人音樂團體可苦可樂與女歌手絢香，他們在一同出演富士電視台音樂節目《MUSIC FAIR》之後感到三人一起相同，因此決定組成一個組合推出歌曲。《WINDING ROAD》就是三人在錄音室裡經過12小時製作而成的歌曲。
在2006年夏天的演唱會上首次披露這首歌曲，接著就是等待歌曲的CD化發行。由於日本華納音樂與日產汽車合作，歌曲決定用作日產方塊的電視廣告歌曲。華納與日產還合作成立一個新的音樂部門——「CUBE LOVES MUSIC」，本作就是此品牌下的第一彈作品。
單曲唱片封面是絢香、小淵、黑田三人的手交疊在一起的畫面。
「WINDING ROAD」在英語中的意思是彎曲的道路，在這首歌中則意味著不管是筆直的大路還是彎曲的小路，只要堅持前行，一定會找到出口。
發售首週在Oricon公信榜排行第2位，首週銷量超過10萬張，對於絢香和可苦可樂都是單曲首次初動超過10萬張。半年之內，單曲一直保持在Oricon前100位以內。累計總銷量超過45萬張，高踞2007年日本單曲銷量榜第11位。
在網絡下載方面更是成績輝煌，手機片段下載超過200萬次，全曲下載（手機全曲下載+PC下載）也超過100萬次。
2007年年底在無預告的情況下，在第58回NHK紅白歌合戰上演唱這首歌。2008年第一週的Oricon單曲榜，《WINDING ROAD》從100位開外躍升至前20位。

## 收錄曲目
1. WINDING ROAD
2. WINDING ROAD (INSTRUMENTAL)

## 收錄專輯
- 《Sing to the Sky》（#1）
- 《ayaka's History 2006-2009》（#1，Disc1）

## 翻唱
- 鶴野剛士（2009年,收錄於專輯《鶴之歌》）

## 外部連結
- 唱片介紹